# Thereva ishikariana
Thereva ishikariana är en tvåvingeart som beskrevs av Matsumura 1916. Thereva ishikariana ingår i släktet Thereva och familjen stilettflugor. Inga underarter finns listade i Catalogue of Life.